# Melecjusz (Jehorenko)
Melecjusz, imię świeckie Wałentyn Jehorenko (ur. 17 lipca 1962 w obwodzie dżambylskim) – biskup Ukraińskiego Kościoła Prawosławnego Patriarchatu Moskiewskiego.

## Życiorys
Urodził się w rodzinie urzędniczej. W 1979 ukończył ogólnokształcącą szkołę średnią. W 1980 zaczął przysługiwać w soborze Opieki Matki Bożej w Kropotkinie.  W latach 1981–1983 odbywał zasadniczą służbę wojskową. Po jej zakończeniu wstąpił do moskiewskiego seminarium duchownego, które ukończył w 1987. W 1996 ukończył wyższe studia teologiczne w Moskiewskiej Akademii Duchownej. Jeszcze jako słuchacz seminarium wstąpił do ławry Troicko-Siergijewskiej i 3 grudnia 1986 złożył w niej wieczyste śluby zakonne przed archimandrytą Aleksym (Kutiepowem).
19 grudnia 1986 w soborze Zaśnięcia Matki Bożej we Włodzimierzu został wyświęcony na hierodiakona przez arcybiskupa włodzimierskiego i suzdalskiego Serapiona. W 1987 został przeniesiony do ławry Poczajowskiej. Od 1990 służył w eparchii czerniowieckiej. 6 stycznia 1991 w soborze Świętego Ducha w Czerniowcach został wyświęcony na hieromnicha przez biskupa czerniowieckiego i bukowińskiego Onufrego. Od 24 listopada 1992 archimandryta.
30 lipca 2006 w ławrze Peczerskiej miała miejsce jego chirotonia na biskupa pomocniczego eparchii czerniowieckiej z tytułem biskupa chocimskiego. W listopadzie 2013 otrzymał godność arcybiskupa. Rok później objął katedrę czerniowiecko-bukowińską, której dotychczasowy ordynariusz, metropolita Onufry, został metropolitą kijowskim i całej Ukrainy.
W 2016 otrzymał godność metropolity.
W 2021 r. objął stanowisko przewodniczącego Wydziału Zewnętrznych Stosunków Cerkiewnych Ukraińskiego Kościoła Prawosławnego oraz został stałym członkiem Świętego Synodu UKP PM.